# 皮埃尔·杰克逊
皮埃尔·德肖恩·杰克逊（英語：Pierre Deshawn Jackson，1991年8月29日—），美国职业篮球运动员，他曾就读于贝勒大学。在2013年NBA选秀中以第2轮总第42顺位被费城76人选中，但随后被交易到新奥尔良鹈鹕。2013年11月1日，他与爱达荷奔腾签约。他擁有驚人的彈跳能力、灌籃能力，籃球生涯曾至土耳其、克羅埃西亞、以色列等國家效力，更在2016-2017賽季效力於NBA隊伍達拉斯獨行俠。
2023年8月7日，杰克逊與全国男子篮球联赛武汉锟鹏簽約。11月19日，杰克逊加盟智慧。
2024年1月13日，智慧裁掉杰克逊。1月29日，中国男子篮球职业联赛南京同曦宣布與杰克逊簽下短期合約。2月22日，杰克逊與Al Ahly Benghazi簽約。2月26日，南京同曦取消註冊杰克逊。5月29日，杰克逊加盟全国男子篮球联赛安徽文一。